# Maszyna pełna gier
Maszyna pełna gier (ang. Crashbox, 1999–2000) – kanadyjsko-amerykański serial animowany, który był emitowany na kanale HBO Family w USA. Zadebiutował w 1999 roku na kanale HBO Family. Został on wyprodukowany przez Planet Grande Pictures i kanadyjskie studio Cuppa Coffee Animation. 
Serial nie był emitowany w żadnej polskiej telewizji. Został opublikowany jako część repertuaru platformy HBO Go.

## Fabuła
Akcja serialu odbywa się we wnętrzu komputera do gier, gdzie zardzewiałe blaszane roboty tworzą i ładują zielone kartridże z grami edukacyjnymi. Każdy półgodzinny odcinek składa się z siedmiu niepołączonych segmentów - gier edukacyjnych trwających od 2 do 5 minut, a czasami z ósmej gry dodatkowej. Obejmują one takie tematy jak nauka historii, matematyki, ortografii i biologii.

## Lista gier/segmentów
- Captain Bones
- Dirty Pictures
- Distraction News
- Ear We Are
- Eddie Bull
- Haunted House Party
- Lens McCracken
- Mug Shots
- Paige and Sage
- Poop or Scoop
- Psycho Math
- Radio Scramble
- Revolting Slob
- Riddlesnake
- Sketch Pad
- Ten Seconds
- Think Tank
- Word Shake

## Spis odcinków
|    |                     |                     |                     |                     |                     |                     |                     |                |  |  |  |  |
|    |                     |                     |                     |                     |                     |                     |                     |                |  |  |  |  |
| 01 | Distraction News    | Sketch Pad          | Psycho Math         | Ear We Are          | Haunted House Party | Eddie Bull          | Ten Seconds         | Riddlesnake    |  |  |  |  |
|    |                     |                     |                     |                     |                     |                     |                     |                |  |  |  |  |
| 02 | Radio Scramble      | Captain Bones       | Poop or Scoop       | Ten Seconds         | Haunted House Party | Revolting Slob      | Word Shake          |                |  |  |  |  |
|    |                     |                     |                     |                     |                     |                     |                     |                |  |  |  |  |
| 03 | Mug Shots           | Distraction News    | Psycho Math         | Ear We Are          | Paige and Sage      | Eddie Bull          | Ten Seconds         | Riddlesnake    |  |  |  |  |
|    |                     |                     |                     |                     |                     |                     |                     |                |  |  |  |  |
| 04 | Poop or Scoop       | Captain Bones       | Distraction News    | Paige and Sage      | Think Tank          | Dirty Pictures      | Lens McCracken      |                |  |  |  |  |
|    |                     |                     |                     |                     |                     |                     |                     |                |  |  |  |  |
| 05 | Haunted House Party | Revolting Slob      | Think Tank          | Poop or Scoop       | Ear We Are          | Psycho Math         | Ten Seconds         |                |  |  |  |  |
|    |                     |                     |                     |                     |                     |                     |                     |                |  |  |  |  |
| 06 | Radio Scramble      | Eddie Bull          | Captain Bones       | Sketch Pad          | Mug Shots           | Think Tank          | Ear We Are          |                |  |  |  |  |
|    |                     |                     |                     |                     |                     |                     |                     |                |  |  |  |  |
| 07 | Lens McCracken      | Captain Bones       | Revolting Slob      | Dirty Pictures      | Sketch Pad          | Poop or Scoop       | Ten Seconds         |                |  |  |  |  |
|    |                     |                     |                     |                     |                     |                     |                     |                |  |  |  |  |
| 08 | Lens McCracken      | Distraction News    | Sketch Pad          | Dirty Pictures      | Eddie Bull          | Psycho Math         | Riddlesnake         | Ten Seconds    |  |  |  |  |
|    |                     |                     |                     |                     |                     |                     |                     |                |  |  |  |  |
| 09 | Radio Scramble      | Distraction News    | Psycho Math         | Dirty Pictures      | Lens McCracken      | Eddie Bull          | Ear We Are          |                |  |  |  |  |
|    |                     |                     |                     |                     |                     |                     |                     |                |  |  |  |  |
| 10 | Radio Scramble      | Eddie Bull          | Sketch Pad          | Paige and Sage      | Haunted House Party | Psycho Math         | Lens McCracken      | Riddlesnake    |  |  |  |  |
|    |                     |                     |                     |                     |                     |                     |                     |                |  |  |  |  |
| 11 | Mug Shots           | Sketch Pad          | Psycho Math         | Dirty Pictures      | Distraction News    | Riddlesnake         | Word Shake          |                |  |  |  |  |
|    |                     |                     |                     |                     |                     |                     |                     |                |  |  |  |  |
| 12 | Revolting Slob      | Think Tank          | Poop or Scoop       | Riddlesnake         | Psycho Math         | Paige and Sage      | Lens McCracken      |                |  |  |  |  |
|    |                     |                     |                     |                     |                     |                     |                     |                |  |  |  |  |
| 13 | Revolting Slob      | Think Tank          | Poop or Scoop       | Ear We Are          | Psycho Math         | Dirty Pictures      | Lens McCracken      |                |  |  |  |  |
|    |                     |                     |                     |                     |                     |                     |                     |                |  |  |  |  |
| 14 | Revolting Slob      | Think Tank          | Poop or Scoop       | Riddlesnake         | Psycho Math         | Dirty Pictures      | Paige and Sage      |                |  |  |  |  |
|    |                     |                     |                     |                     |                     |                     |                     |                |  |  |  |  |
| 15 | Captain Bones       | Distraction News    | Haunted House Party | Radio Scramble      | Riddlesnake         | Eddie Bull          | Lens McCracken      | Paige and Sage |  |  |  |  |
|    |                     |                     |                     |                     |                     |                     |                     |                |  |  |  |  |
| 16 | Captain Bones       | Distraction News    | Mug Shots           | Ear We Are          | Poop or Scoop       | Paige and Sage      | Riddlesnake         |                |  |  |  |  |
|    |                     |                     |                     |                     |                     |                     |                     |                |  |  |  |  |
| 17 | Radio Scramble      | Revolting Slob      | Poop or Scoop       | Ten Seconds         | Captain Bones       | Haunted House Party | Paige and Sage      |                |  |  |  |  |
|    |                     |                     |                     |                     |                     |                     |                     |                |  |  |  |  |
| 18 | Think Tank          | Distraction News    | Radio Scramble      | Haunted House Party | Poop or Scoop       | Captain Bones       | Lens McCracken      |                |  |  |  |  |
|    |                     |                     |                     |                     |                     |                     |                     |                |  |  |  |  |
| 19 | Think Tank          | Mug Shots           | Captain Bones       | Paige and Sage      | Eddie Bull          | Word Shake          | Riddlesnake         |                |  |  |  |  |
|    |                     |                     |                     |                     |                     |                     |                     |                |  |  |  |  |
| 20 | Radio Scramble      | Mug Shots           | Sketch Pad          | Psycho Math         | Haunted House Party | Ten Seconds         | Word Shake          |                |  |  |  |  |
|    |                     |                     |                     |                     |                     |                     |                     |                |  |  |  |  |
| 21 | Eddie Bull          | Radio Scramble      | Dirty Pictures      | Mug Shots           | Ear We Are          | Psycho Math         | Word Shake          |                |  |  |  |  |
|    |                     |                     |                     |                     |                     |                     |                     |                |  |  |  |  |
| 22 | Haunted House Party | Sketch Pad          | Radio Scramble      | Revolting Slob      | Riddlesnake         | Eddie Bull          | Word Shake          |                |  |  |  |  |
|    |                     |                     |                     |                     |                     |                     |                     |                |  |  |  |  |
| 23 | Mug Shots           | Word Shake          | Haunted House Party | Lens McCracken      | Poop or Scoop       | Captain Bones       | Riddlesnake         |                |  |  |  |  |
|    |                     |                     |                     |                     |                     |                     |                     |                |  |  |  |  |
| 24 | Radio Scramble      | Sketch Pad          | Eddie Bull          | Word Shake          | Captain Bones       | Dirty Pictures      | Lens McCracken      |                |  |  |  |  |
|    |                     |                     |                     |                     |                     |                     |                     |                |  |  |  |  |
| 25 | Haunted House Party | Think Tank          | Ear We Are          | Mug Shots           | Poop or Scoop       | Word Shake          | Riddlesnake         |                |  |  |  |  |
|    |                     |                     |                     |                     |                     |                     |                     |                |  |  |  |  |
| 26 | Revolting Slob      | Haunted House Party | Eddie Bull          | Captain Bones       | Radio Scramble      | Ten Seconds         | Lens McCracken      | -              |  |  |  |  |
| 27 | Distraction News    | Captain Bones       | Sketch Pad          | Haunted House Party | Poop or Scoop       | Ten Seconds         | Mug Shots           | Riddlesnake    |  |  |  |  |
|    |                     |                     |                     |                     |                     |                     |                     |                |  |  |  |  |
| 28 | Captain Bones       | Revolting Slob      | Mug Shots           | Distraction News    | Haunted House Party | Poop or Scoop       | Lens McCracken      | Riddlesnake    |  |  |  |  |
|    |                     |                     |                     |                     |                     |                     |                     |                |  |  |  |  |
| 29 | Haunted House Party | Revolting Slob      | Think Tank          | Poop or Scoop       | Captain Bones       | Ten Seconds         | Mug Shots           | Riddlesnake    |  |  |  |  |
|    |                     |                     |                     |                     |                     |                     |                     |                |  |  |  |  |
| 30 | Revolting Slob      | Psycho Math         | Distraction News    | Haunted House Party | Radio Scramble      | Ten Seconds         | Poop or Scoop       | Riddlesnake    |  |  |  |  |
|    |                     |                     |                     |                     |                     |                     |                     |                |  |  |  |  |
| 31 | Radio Scramble      | Revolting Slob      | Poop or Scoop       | Dirty Pictures      | Mug Shots           | Psycho Math         | Sketch Pad          | Ten Seconds    |  |  |  |  |
|    |                     |                     |                     |                     |                     |                     |                     |                |  |  |  |  |
| 32 | Captain Bones       | Revolting Slob      | Poop or Scoop       | Haunted House Party | Distraction News    | Ten Seconds         | Think Tank          | Riddlesnake    |  |  |  |  |
|    |                     |                     |                     |                     |                     |                     |                     |                |  |  |  |  |
| 33 | Revolting Slob      | Sketch Pad          | Distraction News    | Dirty Pictures      | Poop or Scoop       | Psycho Math         | Think Tank          | Riddlesnake    |  |  |  |  |
|    |                     |                     |                     |                     |                     |                     |                     |                |  |  |  |  |
| 34 | Mug Shots           | Distraction News    | Captain Bones       | Dirty Pictures      | Sketch Pad          | Eddie Bull          | Lens McCracken      | Riddlesnake    |  |  |  |  |
|    |                     |                     |                     |                     |                     |                     |                     |                |  |  |  |  |
| 35 | Radio Scramble      | Distraction News    | Sketch Pad          | Haunted House Party | Captain Bones       | Revolting Slob      | Eddie Bull          | Riddlesnake    |  |  |  |  |
|    |                     |                     |                     |                     |                     |                     |                     |                |  |  |  |  |
| 36 | Revolting Slob      | Mug Shots           | Sketch Pad          | Psycho Math         | Haunted House Party | Radio Scramble      | Poop or Scoop       | Ten Seconds    |  |  |  |  |
|    |                     |                     |                     |                     |                     |                     |                     |                |  |  |  |  |
| 37 | Think Tank          | Mug Shots           | Captain Bones       | Sketch Pad          | Haunted House Party | Eddie Bull          | Lens McCracken      | Ten Seconds    |  |  |  |  |
|    |                     |                     |                     |                     |                     |                     |                     |                |  |  |  |  |
| 38 | Mug Shots           | Sketch Pad          | Distraction News    | Dirty Pictures      | Psycho Math         | Think Tank          | Eddie Bull          | Lens McCracken |  |  |  |  |
|    |                     |                     |                     |                     |                     |                     |                     |                |  |  |  |  |
| 39 | Revolting Slob      | Distraction News    | Psycho Math         | Dirty Pictures      | Poop or Scoop       | Radio Scramble      | Ten Seconds         | Riddlesnake    |  |  |  |  |
|    |                     |                     |                     |                     |                     |                     |                     |                |  |  |  |  |
| 40 | Revolting Slob      | Distraction News    | Psycho Math         | Ten Seconds         | Sketch Pad          | Poop or Scoop       | Haunted House Party | Riddlesnake    |  |  |  |  |
|    |                     |                     |                     |                     |                     |                     |                     |                |  |  |  |  |
| 41 | Distraction News    | Psycho Math         | Mug Shots           | Think Tank          | Captain Bones       | Dirty Pictures      | Radio Scramble      |                |  |  |  |  |
|    |                     |                     |                     |                     |                     |                     |                     |                |  |  |  |  |
| 42 | Mug Shots           | Revolting Slob      | Sketch Pad          | Psycho Math         | Haunted House Party | Radio Scramble      | Ten Seconds         |                |  |  |  |  |
|    |                     |                     |                     |                     |                     |                     |                     |                |  |  |  |  |
| 43 | Revolting Slob      | Captain Bones       | Sketch Pad          | Poop or Scoop       | Haunted House Party | Radio Scramble      | Ten Seconds         |                |  |  |  |  |
|    |                     |                     |                     |                     |                     |                     |                     |                |  |  |  |  |
| 44 | Distraction News    | Revolting Slob      | Psycho Math         | Eddie Bull          | Think Tank          | Dirty Pictures      | Mug Shots           | Ten Seconds    |  |  |  |  |
|    |                     |                     |                     |                     |                     |                     |                     |                |  |  |  |  |
| 45 | Distraction News    | Captain Bones       | Revolting Slob      | Poop or Scoop       | Sketch Pad          | Haunted House Party | Ten Seconds         |                |  |  |  |  |
|    |                     |                     |                     |                     |                     |                     |                     |                |  |  |  |  |
| 46 | Haunted House Party | Mug Shots           | Eddie Bull          | Think Tank          | Psycho Math         | Radio Scramble      | Riddlesnake         |                |  |  |  |  |
|    |                     |                     |                     |                     |                     |                     |                     |                |  |  |  |  |
| 47 | Haunted House Party | Captain Bones       | Mug Shots           | Distraction News    | Eddie Bull          | Psycho Math         | Ten Seconds         |                |  |  |  |  |
|    |                     |                     |                     |                     |                     |                     |                     |                |  |  |  |  |
| 48 | Revolting Slob      | Poop or Scoop       | Distraction News    | Captain Bones       | Dirty Pictures      | Radio Scramble      | Riddlesnake         |                |  |  |  |  |
|    |                     |                     |                     |                     |                     |                     |                     |                |  |  |  |  |
| 49 | Mug Shots           | Sketch Pad          | Radio Scramble      | Dirty Pictures      | Psycho Math         | Poop or Scoop       | Riddlesnake         |                |  |  |  |  |
|    |                     |                     |                     |                     |                     |                     |                     |                |  |  |  |  |
| 50 | Mug Shots           | Revolting Slob      | Captain Bones       | Distraction News    | Eddie Bull          | Think Tank          | Dirty Pictures      | Riddlesnake    |  |  |  |  |
|    |                     |                     |                     |                     |                     |                     |                     |                |  |  |  |  |
| 51 | Mug Shots           | Psycho Math         | Sketch Pad          | Radio Scramble      | Haunted House Party | Eddie Bull          | Ten Seconds         |                |  |  |  |  |
|    |                     |                     |                     |                     |                     |                     |                     |                |  |  |  |  |
| 52 | Revolting Slob      | Haunted House Party | Poop or Scoop       | Distraction News    | Captain Bones       | Sketch Pad          | Think Tank          |                |  |  |  |  |
|    |                     |                     |                     |                     |                     |                     |                     |                |  |  |  |  |